# Shallow Bay: The Best of Breaking Benjamin
Shallow Bay: The Best of Breaking Benjamin è una compilation della band alternative metal / alternative rock Breaking Benjamin, il quale racchiude tutti i singoli estratti dai loro precedenti album, compreso un remix di Blow Me Away insieme a Valora. I dischi dell'edizione deluxe sono stati distribuiti lo stesso giorno: il secondo disco include il lato B, cover, performance dal vivo, registrazioni e varie altre rarità. Nonostante Shallow Bay sia il titolo dell'album, non è stata inserita nessuna canzone con questo nome. Ha debuttato al 22º posto sulla classifica della Billboard 200, vendendo 13,725 copie. L'album è stato pubblicato il 16 agosto del 2011.

## Tracce
1. Polyamorous – 2:56
2. Skin – 3:20
3. Medicate – 3:45
4. So Cold – 4:33
5. Sooner or Later – 3:38
6. Rain – 3:25
7. The Diary of Jane – 3:20
8. Breath – 3:38
9. Until the End – 4:13
10. I Will Not Bow – 3:36
11. Lights Out – 3:34
12. Give Me a Sign – 4:17
13. Blow Me Away (feat. Valora) – 3:09
14. Water (Versione rimasterizzata) – 4:03
15. Had Enough (Live acoustic) – 4:16

## Deluxe Edition

### Disco 1
1. Polyamorous – 2:56
2. Skin – 3:20
3. Medicate – 3:45
4. So Cold – 4:33
5. Sooner or Later – 3:38
6. Rain – 3:25
7. The Diary of Jane – 3:20
8. Breath – 3:38
9. Until the End – 4:13
10. I Will Not Bow – 3:36
11. Lights Out – 3:34
12. Give Me a Sign – 4:17
13. Blow Me Away (feat. Valora) – 3:09

### Disco 2
1. Ordinary Man – 3:31 – Dall'album We Are Not Alone (Japanese Bonus Tack)
2. Water (Versione rimasterizzata) – 4:03
3. Who Wants to Live Forever – 3:12 – Cover dei Queen
4. I Will Not Bow (Acoustic) – 4:08
5. Better Days – 3:23
6. Polyamorous (Acoustic) – 3:05
7. Lie to Me – 4:05
8. Ladybug – 3:03 – Dall'album We Are Not Alone (Japanese Bonus Track)
9. Enjoy the Silence – 3:29 – Cover dei Depeche Mode
10. Until the End (Live acoustic) – 4:41
11. Breath (Live acoustic) – 4:56

## Accoglienza
| Classifiche (2011)          | Posizione più alta |
| --------------------------- | ------------------ |
| US Billboard 200            | 22                 |
| US Alternative Albums Chart | 4                  |
| US Hard Rock Albums Chart   | 1                  |
| US Rock Albums Chart        | 4                  |
| US Tastemakers Albums Chart | 12                 |
| Billboard Canadian Albums   | 69                 |